# Torneo de Bucarest 2025
El Țiriac Open 2025 fue un torneo de tenis que perteneció a la ATP en la categoría de ATP Tour 250. Se disputó desde el 31 de marzo hasta el 6 de abril de 2025 sobre polvo de ladrillo en el Centrul Național de Tenis en Bucarest (Rumania).

## Distribución de puntos
| Modalidad            | Campeón | Finalista | Semifinales | Cuartos de final | 2ª ronda | 1ª ronda | Clasificados | 2ª ronda de clasificación | 1ª ronda de clasificación |
| Individual masculino | 250     | 165       | 100         | 50               | 25       | 0        | 13           | 7                         | 0                         |
| Dobles masculino     | 250     | 150       | 90          | 45               | 20       | 0        | -            | -                         | -                         |

## Cabezas de serie

### Individuales masculino
| Tenista              | Ranking | Preclasificado |
| Sebastián Báez       | 36      | 1              |
| Pedro Martínez       | 40      | 2              |
| Flavio Cobolli       | 43      | 3              |
| Nicolás Jarry        | 47      | 4              |
| Roberto Bautista     | 50      | 5              |
| Fábián Marozsán      | 59      | 6              |
| Mariano Navone       | 62      | 7              |
| Camilo Ugo Carabelli | 65      | 8              |

- Ranking del 17 de marzo de 2025.[2]

### Dobles masculino
| Tenista                            | Ranking | Preclasificado |
| Marcel Granollers Horacio Zeballos | 21      | 1              |
| Sander Gillé Jan Zieliński         | 60      | 2              |
| Jamie Murray Adam Pavlásek         | 66      | 3              |
| Sadio Doumbia Fabien Reboul        | 67      | 4              |

## Campeones

### Individual masculino
Flavio Cobolli venció a  Sebastián Báez por 6-4, 6-4

### Dobles masculino
Marcel Granollers /  Horacio Zeballos vencieron a  Jakob Schnaitter /  Mark Wallner por 7-6(7-3), 6-4